# 德国—卡塔尔关系
德国—卡塔尔关系是指德国和卡塔尔之间的双边关系。1973年，兩國之間建立外交關係。  同年德国向卡塔尔派驻大使，並在多哈開設大使馆 。2005年，卡塔尔在柏林開設大使馆。 
2014年8月，德國聯邦經濟合作及發展部部長蓋德·穆勒指控卡塔尔向伊斯兰国武装分子提供资金。  第二天，卡塔尔發聲谴责伊斯兰国，并声称該國没有向该组织提供任何資助。 
2017年6月6日，德国外长西格马尔·加布里尔谴责沙特等國引發的2017年卡達外交危機。 

## 军队
2013年4月，卡塔尔与德国的克劳斯-玛菲·威格曼签署了一项价值25亿美元的协议，卡塔爾購買62辆豹式坦克。 截至2016年10月，近一半的坦克交付給了卡塔尔。 

## 經濟
卡塔爾入股了大众汽车、西门子公司和德意志银行。 
2000年，卡塔尔－德国商业论坛成立。2007年，卡塔尔－德国联合经济委员会成立。 2015年，德国占卡塔尔对外贸易额的7.3%。卡塔尔对德国的主要出口产品是液化天然气。 德国对卡塔尔的主要出口产品是机动车和机械设备。 
2022年11月29日，德国与卡塔尔能源公司签署了一项为期15年的协议，德國向卡塔爾购买200 万吨液化气。 